# Saint-Trimoël
 Saint-Trimoël  (en bretón Sant-Rivoued) es una población y comuna francesa, situada en la región de Bretaña, departamento de Côtes-d'Armor, en el distrito de Saint-Brieuc y cantón de Moncontour (Côtes-d'Armor).

## Demografía
| 435 | 393 | 347 | 314 | 296 | 319 |
| Para los censos de 1962 a 1999 la población legal corresponde a la población sin duplicidades (Fuente: INSEE [Consultar]) |     |     |     |     |     |